# Иероним Стридонский
Софро́ний Евсе́вий Иерони́м (лат. Sophronius Eusebius Hieronymus; около 345 или 347, Стридон, Далмация — 30 сентября 419 или 420, Вифлеем; Свято́й Иерони́м) — иллирийский церковный писатель, аскет, создатель канонического латинского текста Библии. Некоторые средневековые источники, как, например, Мавро Орбини, ошибочно приписывали ему и создание глаголического алфавита.
Почитается в Православной церкви как блаженный и в Католической — как святой (в Римско-католической — также как один из учителей Церкви). Память в Католической церкви — 30 сентября, в Русской православной церкви — 28 июня (15 июня по юлианскому календарю), в Элладской православной церкви — 15 июня по григорианскому календарю.
Художественно-символически изображается либо как кардинал в широкополой шляпе и красной сутане, либо как кающийся в простом одеянии и бьющий себя камнем в грудь, Иероним был папским советником, титул кардинала был создан позднее и присвоен ему, можно сказать, посмертно; другие его символы — Библия, миниатюрная церковь и лев.

## Биография
Вопрос о дате рождения и хронологии его ранних лет жизни является дискуссионным. По словам Иеронима (In Abacuc 2,3.14), он ребёнком изучал грамматику, когда объявили о смерти императора Юлиана Отступника в 363 году. Таким образом, в предположении, что ему было не более 16 лет на тот момент, биограф Фердинанд Каваллера в 1922 году принял в качестве даты рождения не ранее 347 года. С другой стороны, в таком случае, достаточно странно выглядит обозначение Иеронимом себя в качестве старика (лат. senex) в возрасте примерно 40 лет в 386/387 (Vita Malchi, 10). Учитывая это соображение, более поздние исследователи принимали в качестве даты рождения начало 340-х годов (A. Penna, 1951) или приблизительно 345 год (Paul Antin, 1970). Дата 330/331, приводимая хронистом Проспером Аквитанским также имеет сторонников (P. Hamblenn, 1969 и Джон Келли, 1975). Дополнительный свет проливают разрозненные упоминания Иеронимом ряда риторов, которые преподавали в Риме до или после его рождения. Таковы Аттий Патера, ушедший в отставку до его рождения около 340 года, и Гай Марий Викторин, находившийся в расцвете сил, когда Иероним приступил к учёбе в Риме. Поскольку Иероним обучался грамматике в школе Элия Доната начиная с 12 лет, маловероятно, чтобы он перешёл обучаться к риторам в зрелые годы. На основании указанных обстоятельств, по мнению Alan D. Booth обоснованной выглядит датировка рождения Иеронима второй половиной 347 или началом 348 года. Место рождения будущего богослова — Стридон — известно только по названию. Этот город, находившийся где-то на границе провинций Далмация и Паннония, был разрушен варварами.
Он много путешествовал и, будучи молодым человеком, совершил паломничество на Восток, где в 374 году удалился на пять лет в Халкидскую пустыню, став аскетом. Здесь он изучал еврейский язык и, по его словам в письме к Евстохии, жил в сообществе «только зверей и скорпионов».
Затем блаженный Иероним перешёл из Халкидской пустыни в Антиохию. В 379 году в Антиохии он был возведён в сан священника архиепископом Павлином, но пробыл там недолго из-за раскола в Антиохийской церкви, связанного с поставлением на Антиохийскую кафедру нескольких епископов от разных церковных групп. Затем Иероним отправился в Константинополь, привлекаемый славою о архиепископе Константинополя Григории Назианзине как церковном учителе. Григорий Назианзин руководил Иеронимом при занятиях, посвященных изучению Священного Писания.
В конце 381 года Иероним Стридонский покинул Константинополь и отправился в Рим, побуждаемый, по его словам, «церковной необходимостью». Вероятно, Иеронима вызвал в Рим папа Дамас на Собор по делам раскола, не прекратившегося в Антиохийской церкви. В Риме Иероним получил должность секретаря у папы и Собора.
Со временем Иероним Стридонский стал одним из самых образованных Отцов Церкви. В первые годы своего пребывания в Риме Иероним за свой аскетический образ жизни, учёность и красноречие пользовался всеобщим уважением и широкою известностью. Его даже называли преемником папы Дамаса. Однако вскоре блаженный Иероним стал предметом ожесточенной ненависти. Его настойчивое указание, что достижение христианского совершенства невозможно без полного отречения от мира и плоти, не принимали не только язычники, но и многие христиане. В результате он был обвинён в лицемерии, про него распространяли всевозможные клеветы и обвинения. Также многих смущало большое уважение, с каким блаженный Иероним относился к Оригену. В 383 году в письме к Евстохии блаженный Иероним обличал и осмеивал нравственную распущенность и религиозное лицемерие современного ему римско-христианского общества, преимущественно духовенства. Это письмо вооружило против Иеронима почти всех римских христиан, тем более, что «все язычники, отступники и все, кто с ненавистью относились к имени христианскому, ревностно списывали это письмо, потому что оно обесславливало все классы христиан, все степени, все профессии и всю церковь».
В 384 году Иероним покинул Рим вместе с братом Павлинианом и с пресвитером Винцетием и отправился в Святую Землю. По пути к ним присоединились ученицы Иеронима, римские аристократки, Павла и её дочь Евстохия в сопровождении молодых девственниц. В 386 году Иероним обосновался в Вифлееме. Павла основывала обители и монастыри. В Вифлееме в течение долгих лет Иероним переводил Ветхий и Новый Заветы на латинский язык. Его перевод Библии, впоследствии названный Вульгата, в XVI веке был провозглашён Тридентским собором в качестве официального латинского перевода Библии.
В Вифлееме блаженный Иероним обличал лиц, высказывавших взгляды, несогласные с учением Церкви, защищал свои воззрения в случае нападок на них. Например, он опровергал то, что «девство, вдовство и брак сами по себе одинаково безразличны и одинаково приятны Богу», «истинно возродившиеся в водах Крещения могут быть безгрешны» и что «пост и соединённое с благодарением Бога пользование пищей имеют одинаковое нравственное достоинство». В 399 году он был вовлечён в спор об Оригене, продолжавшийся около пяти лет. В результате из прежнего почитателя Оригена Иероним обратился в его обличителя.
Иероним Стридонский скончался 30 сентября 420 года в Вифлееме и был погребён в пещере, соседней к пещере Рождества Христова, около захоронений Павлы и Евстохии.

## Легенда
Существует легенда о том, что, когда Иероним жил в монастыре, к нему вдруг пришёл хромой лев. Все монахи разбежались, а Иероним спокойно обследовал больную лапу льва и вытащил из неё занозу. После этого благодарный лев стал его постоянным спутником. Монахи обратились с просьбой к Иерониму заставить льва работать, чтобы он так же, как они, сам зарабатывал себе хлеб насущный. Иероним согласился и заставил льва стеречь монастырского осла, когда тот возил дрова. Однажды лев заблудился и осёл остался без охранника. Оставленного без присмотра осла украли грабители и продали каравану купцов, которые его увели. Вернувшись, лев не нашёл осла и, глубоко опечаленный, пошёл обратно в монастырь. Монахи при виде виноватого взгляда льва решили, что он съел осла, и во искупление греха приказали льву делать работу, предназначавшуюся ослу. Лев повиновался и стал смиренно трудиться. Но однажды лев увидел пропавшего осла в караване и в качестве доказательства своей невиновности с триумфом привёл целый караван в монастырь. (Основание этой легенды можно найти в житии преподобного Герасима Иорданского). В связи с этой легендой Иероним в западно-европейской живописи почти всегда изображался в сопровождении льва.

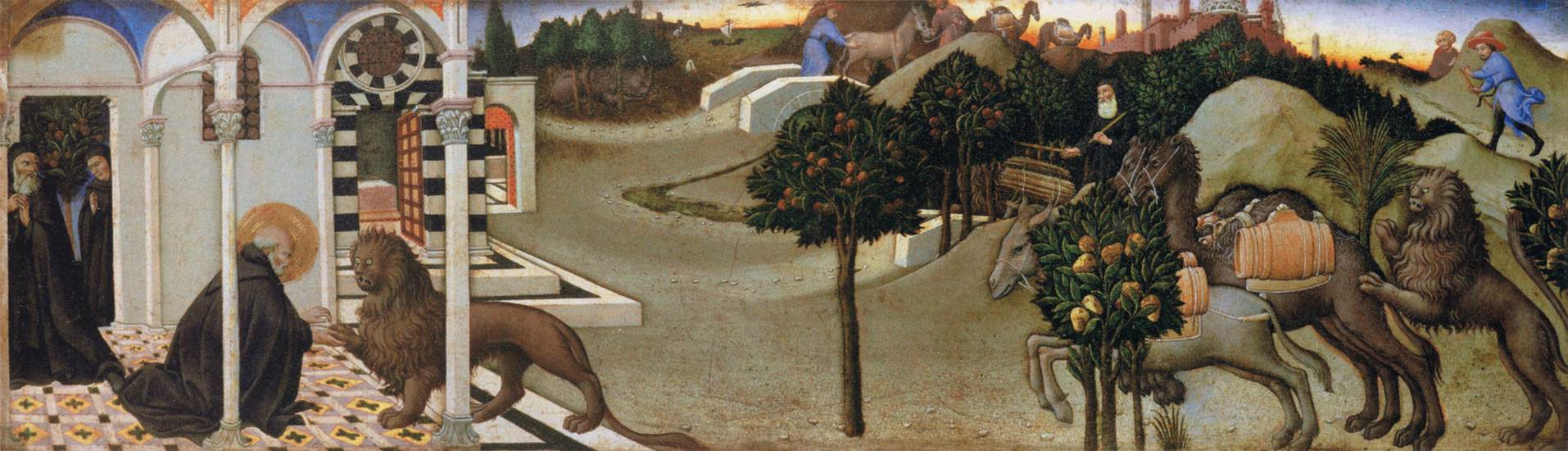
«Сцены из жизни святого Иеронима». Сано ди Пьетро. 1444

## Литературное наследие
Главные работы Иеронима — латинский перевод Ветхого Завета, сделанный им с еврейского текста Ветхого Завета, но с использованием древнегреческих текстов и редакция латинской версии Нового Завета (лат. Itala или лат. Vetus Latina), объединённые и в целом получившие впоследствии название Вульгата или «Общепринятая Библия» (лат. Vulgata). Книги, впоследствии вошедшие в состав Вульгаты, такие как книга Премудрости Соломона, книга Премудрости Иисуса, сына Сирахова, Маккавейские книги и книга пророка Варуха не были переведены Иеронимом, а были переведены неизвестными авторами. Также к главным работам Иеронима относится исторический труд «О знаменитых мужах» (лат. De viris illustribus).
Сохранилось другое его историческое произведение — «Хроника», в которой он излагает события всемирной истории начиная с сотворения мира, основываясь на «Хронике» Евсевия Кесарийского с дополнениями. Наследие Иеронима также составляют более 120 его писем.

## Иероним как создатель глаголицы
Некоторые средневековые источники, такие, как Мавро Орбини, утверждали, что святой Иероним является создателем глаголической азбуки. Бенжамин Шульце в своей книге приводит алфавит, созданный Иеронимом.

## Память

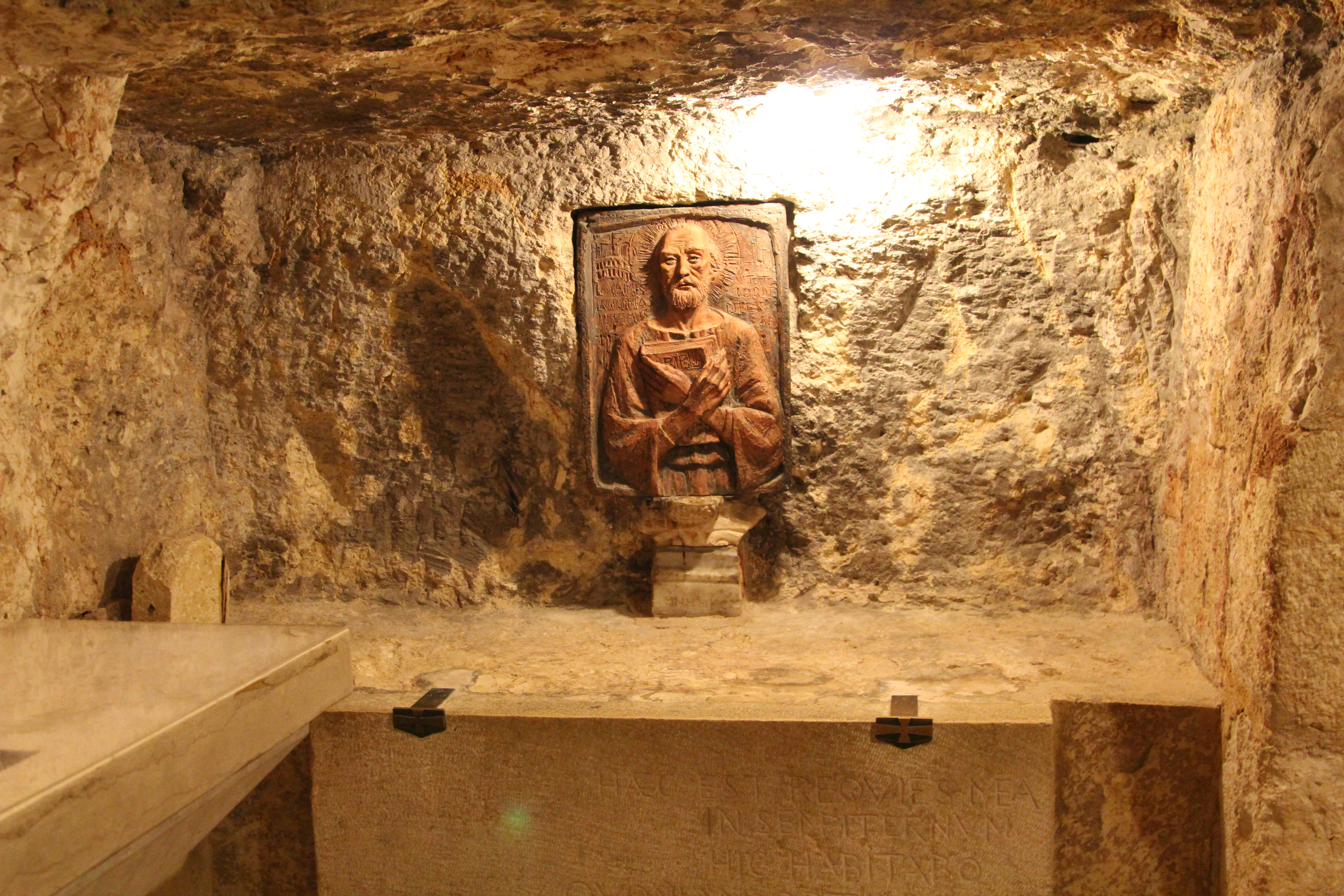
Гробница святого Иеронима Стридонского в пещере базилики Рождества в Вифлееме.

В VIII веке блаженный Иероним Стридонский был причислен к Отцам Церкви.
Память святого Иеронима отмечается Католической церковью 30 сентября. В 1991 году этот день был объявлен Международной федерацией переводчиков Международным днем переводчиков. Святой Иероним считается покровителем всех переводчиков.
Православная церковь отмечает день памяти святого 15 (28) июня.
Первоначально Иероним Стридонский был похоронен в Вифлееме в базилике Рождества Христова. Около 642 года его мощи были перенесены в Рим и положены в базилике Санта-Мария-Маджоре в крипте под главным алтарём. Его гробница сохраняется в пещере базилики в Вифлееме.

## Изображения в искусстве
Образ святого Иеронима с раннего Средневековья был чрезвычайно популярен у западноевропейских художников. При этом картины со святым Иеронимом часто наполнены изображениями разных животных, особенно это характерно для периода с позднего Средневековья до эпохи барокко. Художники изображали животных вместе со святым Иеронимом, ориентируясь на их символическое значение. В частности, это делали Альбрехт Дюрер, Лукас Кранах Старший, Иероним Босх, Антонелло да Мессина, Франческо ди Джорджо и Козимо Тура.

## Галерея

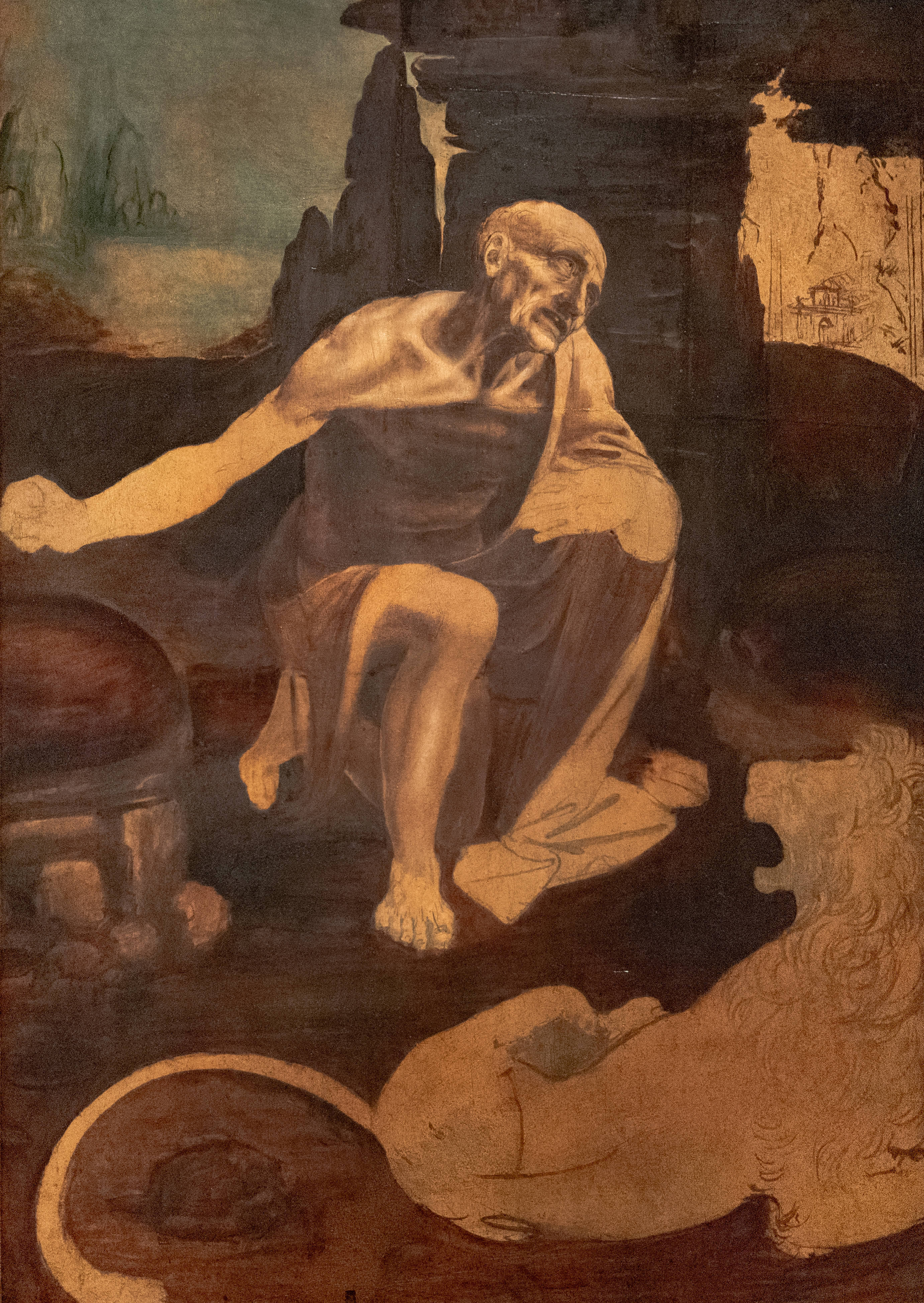
Святой Иероним. Леонардо да Винчи
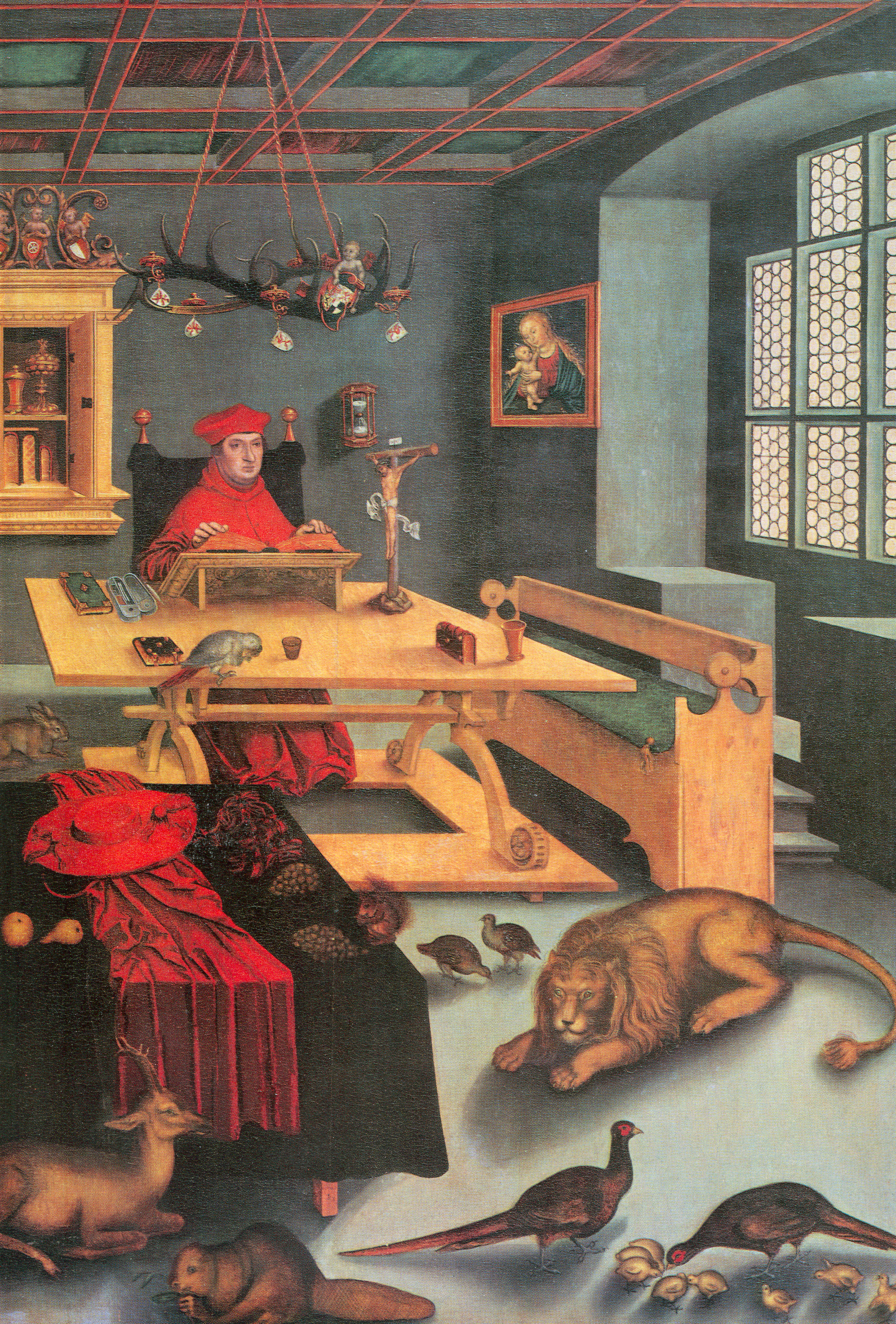
Святой Иероним в своей келье. Картина Кранаха Старшего
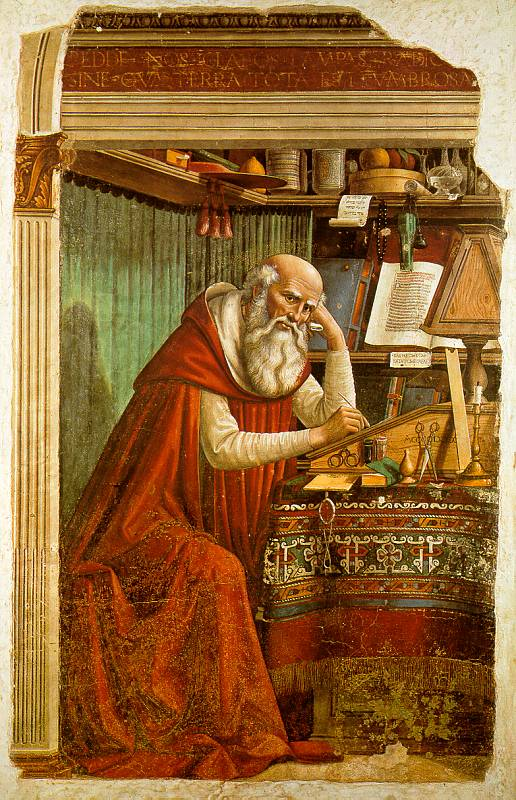
Святой Иероним, погружённый в чтение. Доменико Гирландайо
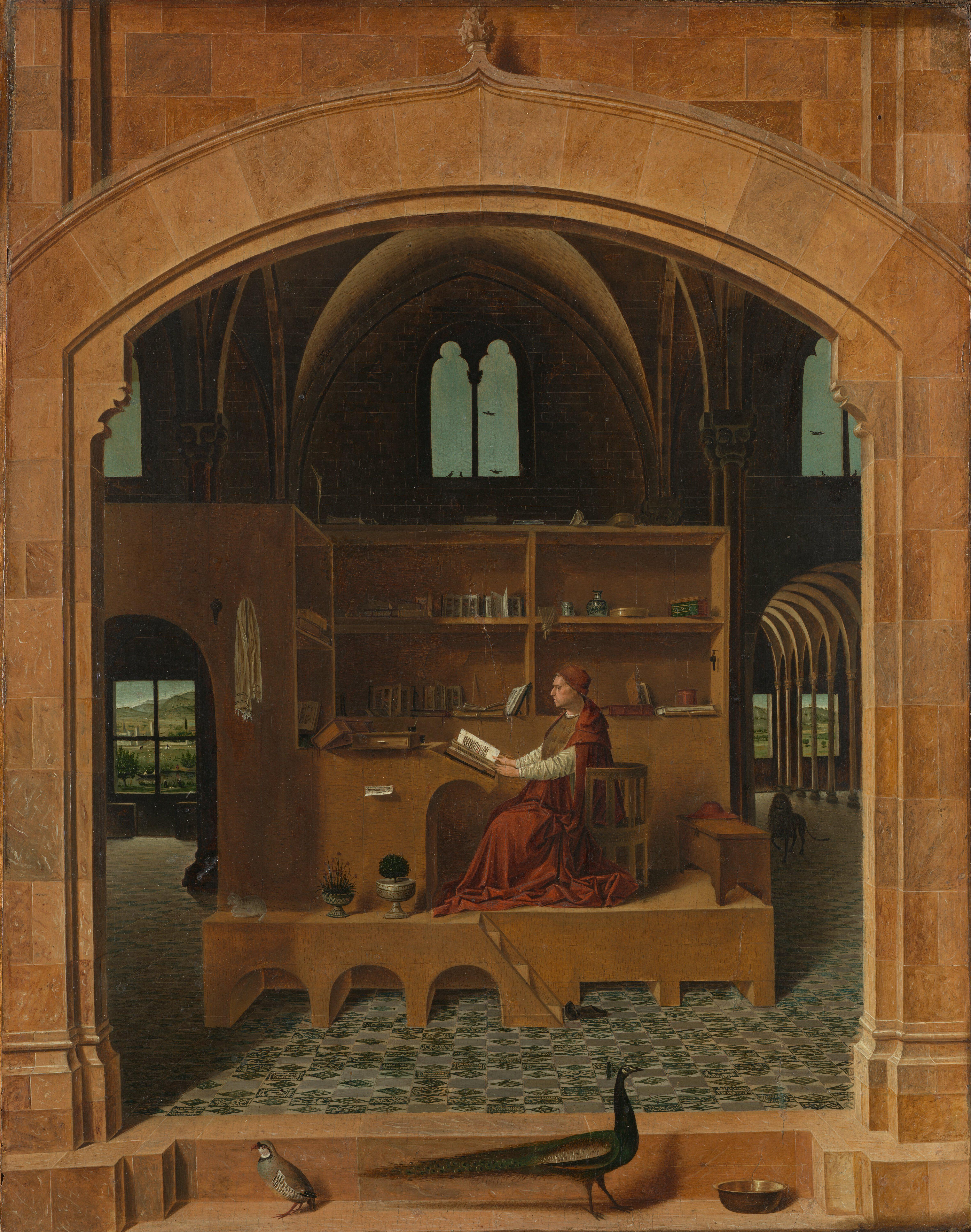
Святой Иероним в келье. Антонелло да Мессина
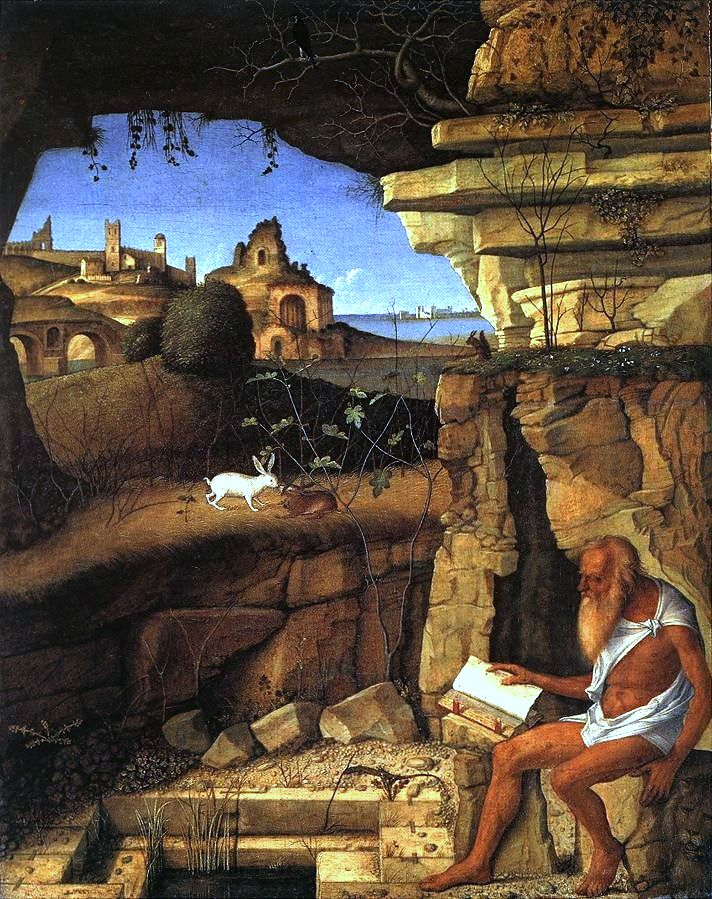
Святой Иероним читает на природе. Джованни Беллини
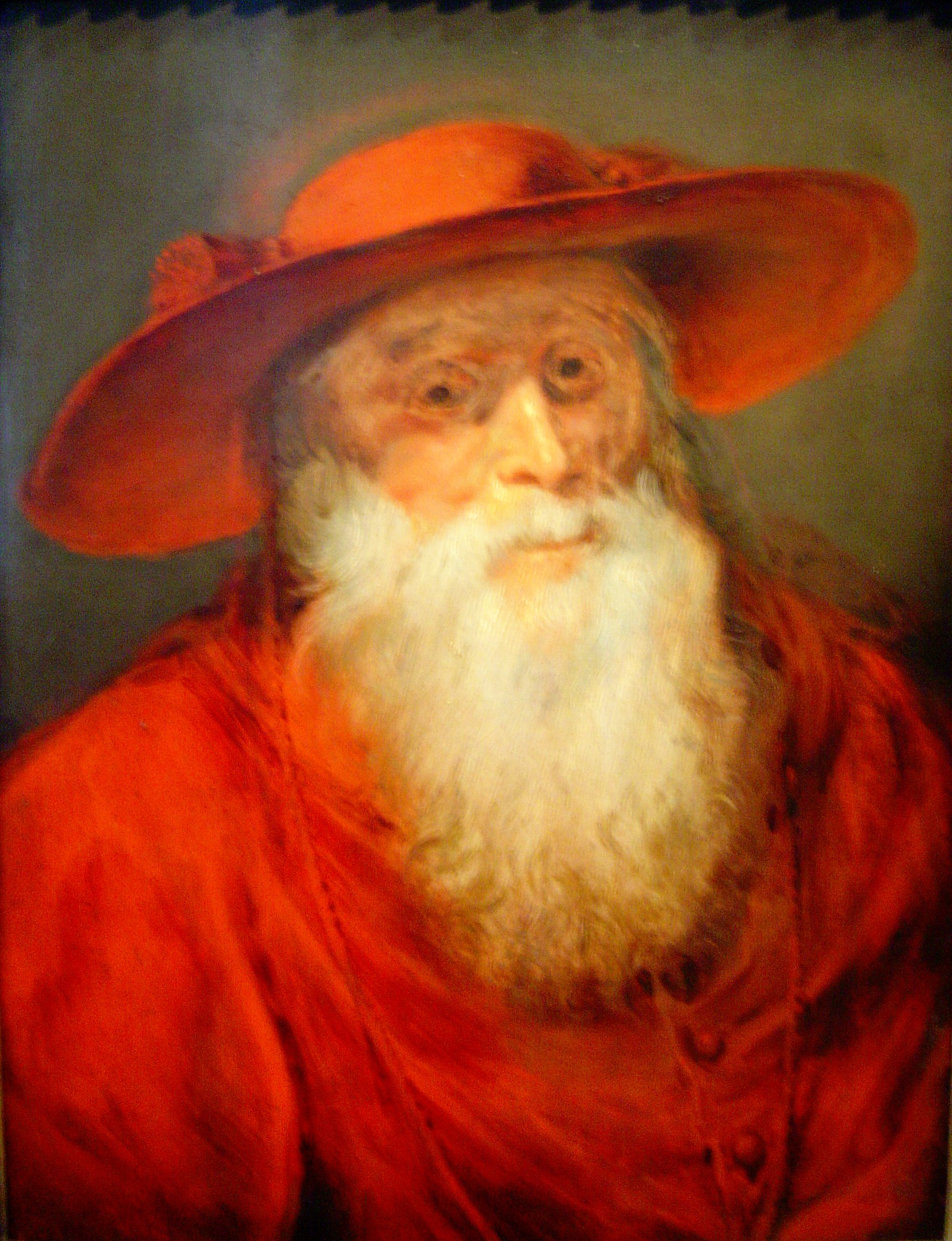
Святой Иероним. Рубенс
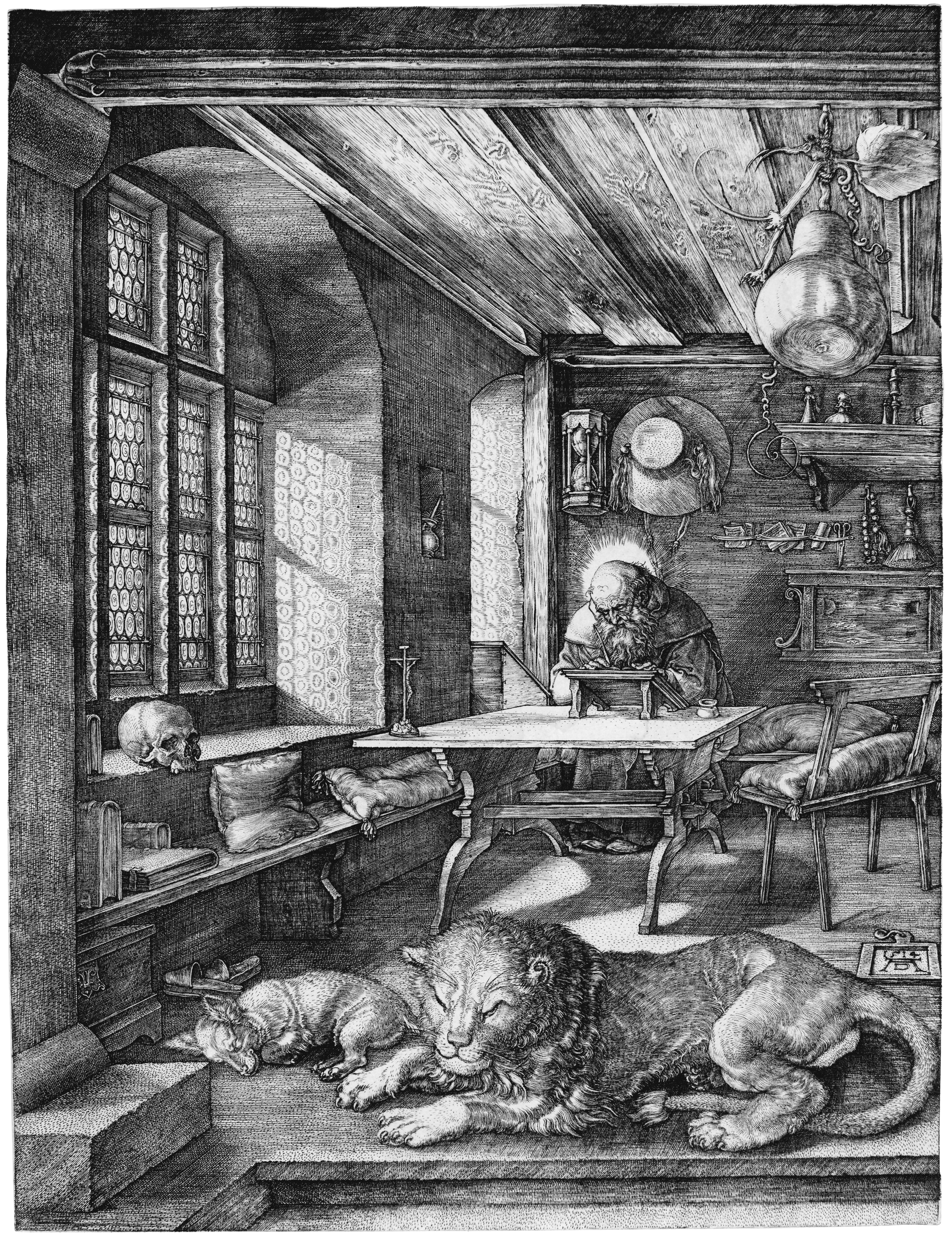
Святой Иероним в келье. 1513—1514 гг. Дюрер
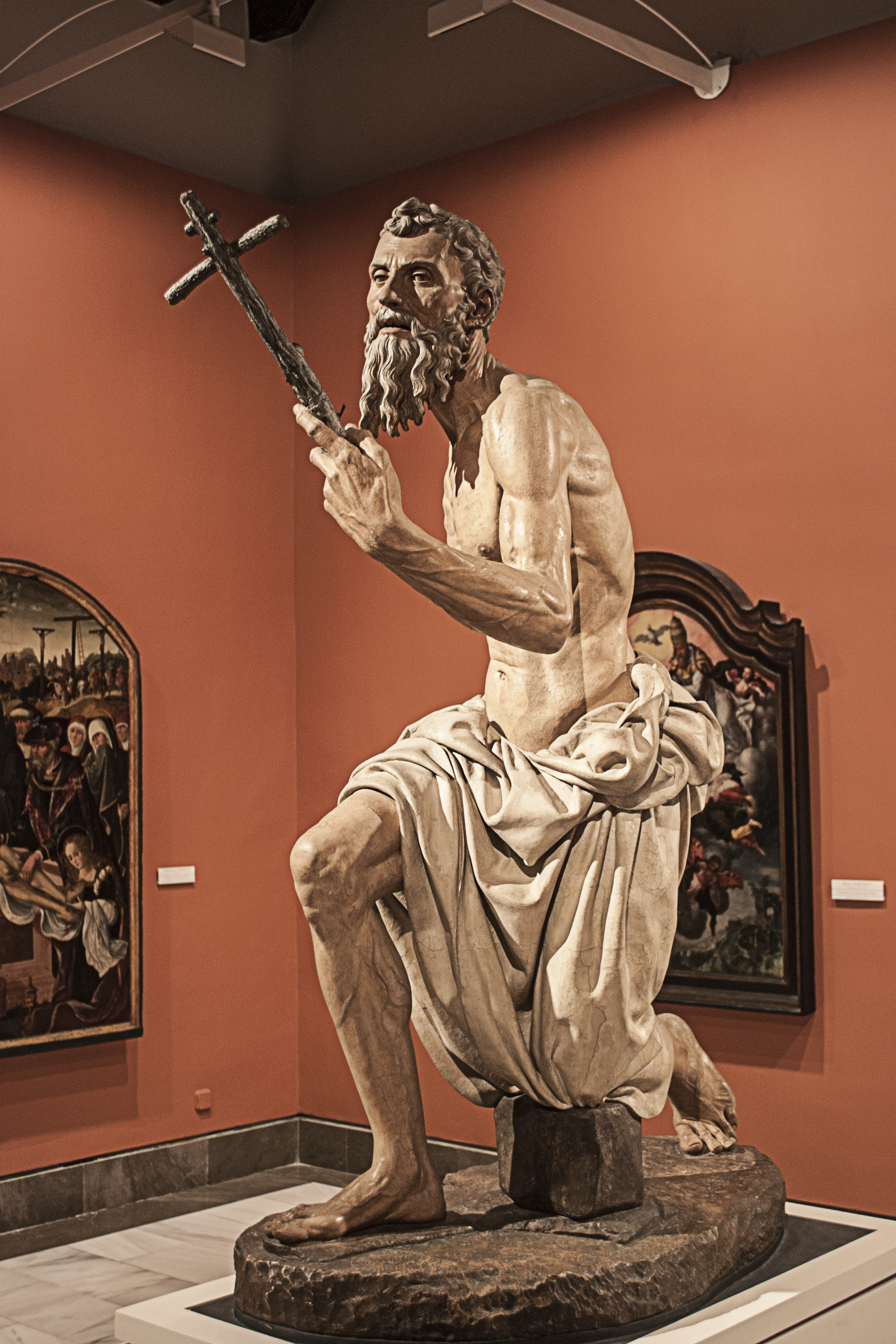
Святой Иероним. Торриджиано. Севильский музей изящных искусств
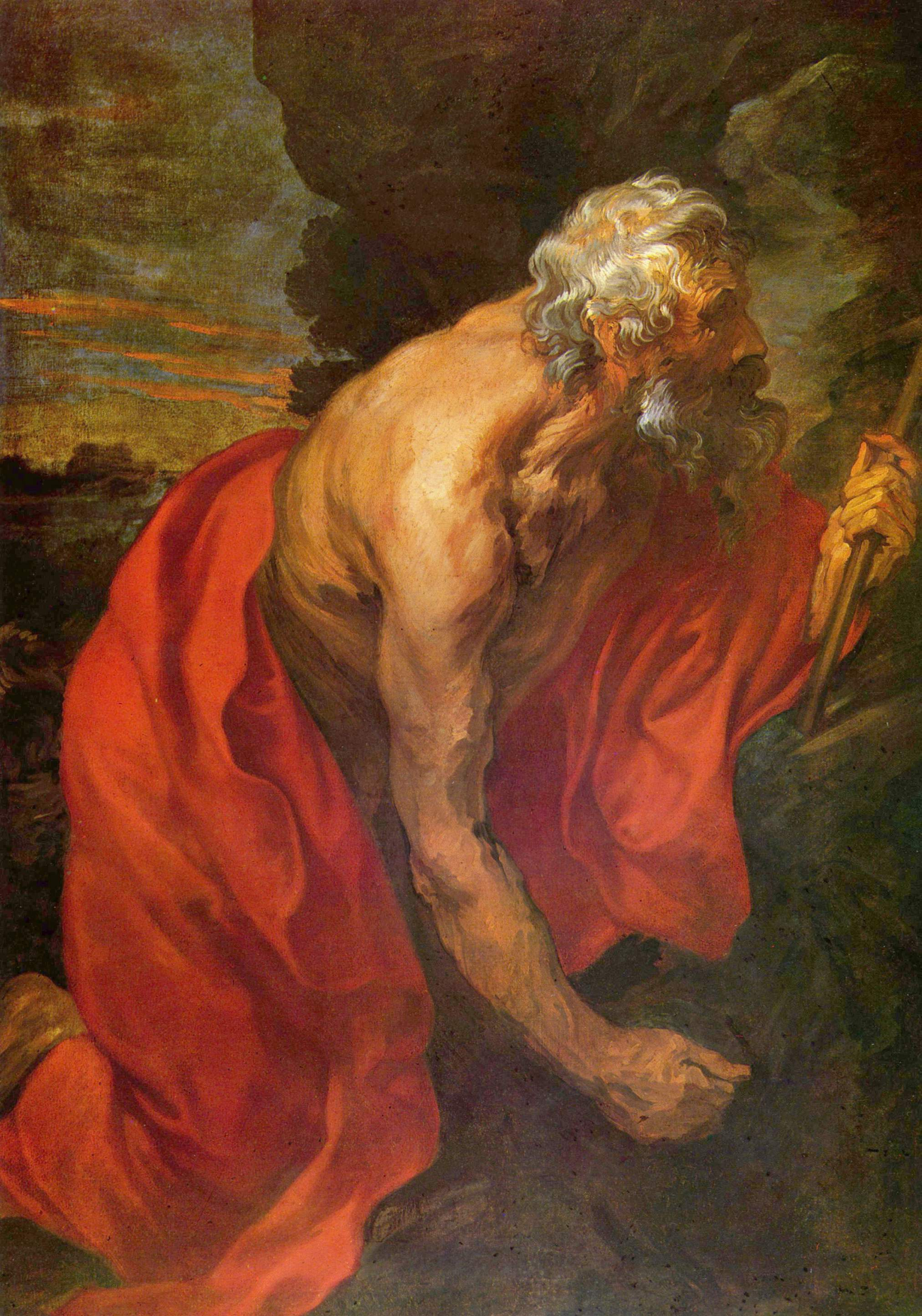
Святой Иероним. Антонис Ван Дейк, 1-я треть XVII в., собрание Хайнца Кистерса
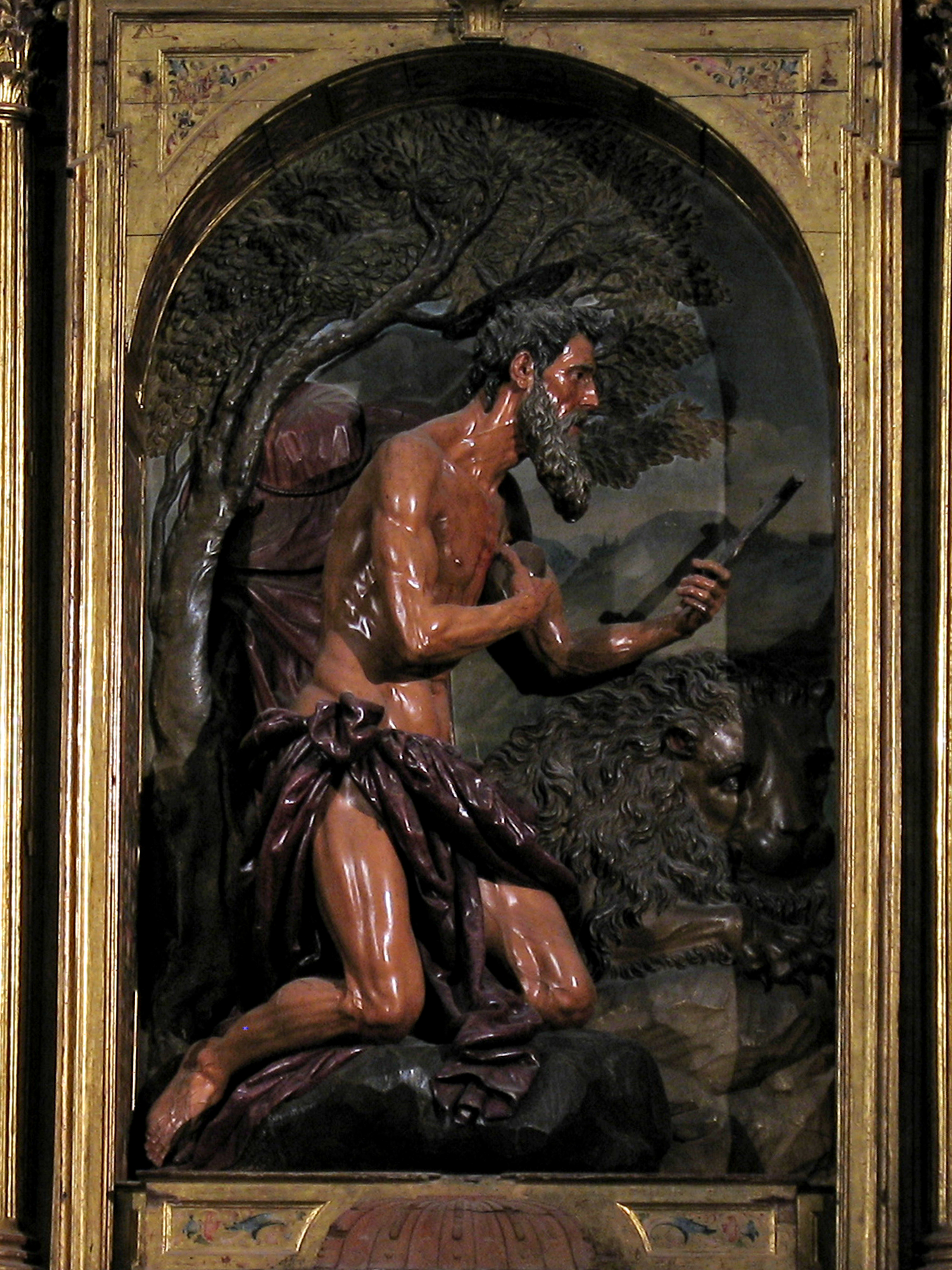
Святой Иероним. Мартинес Монтаньес
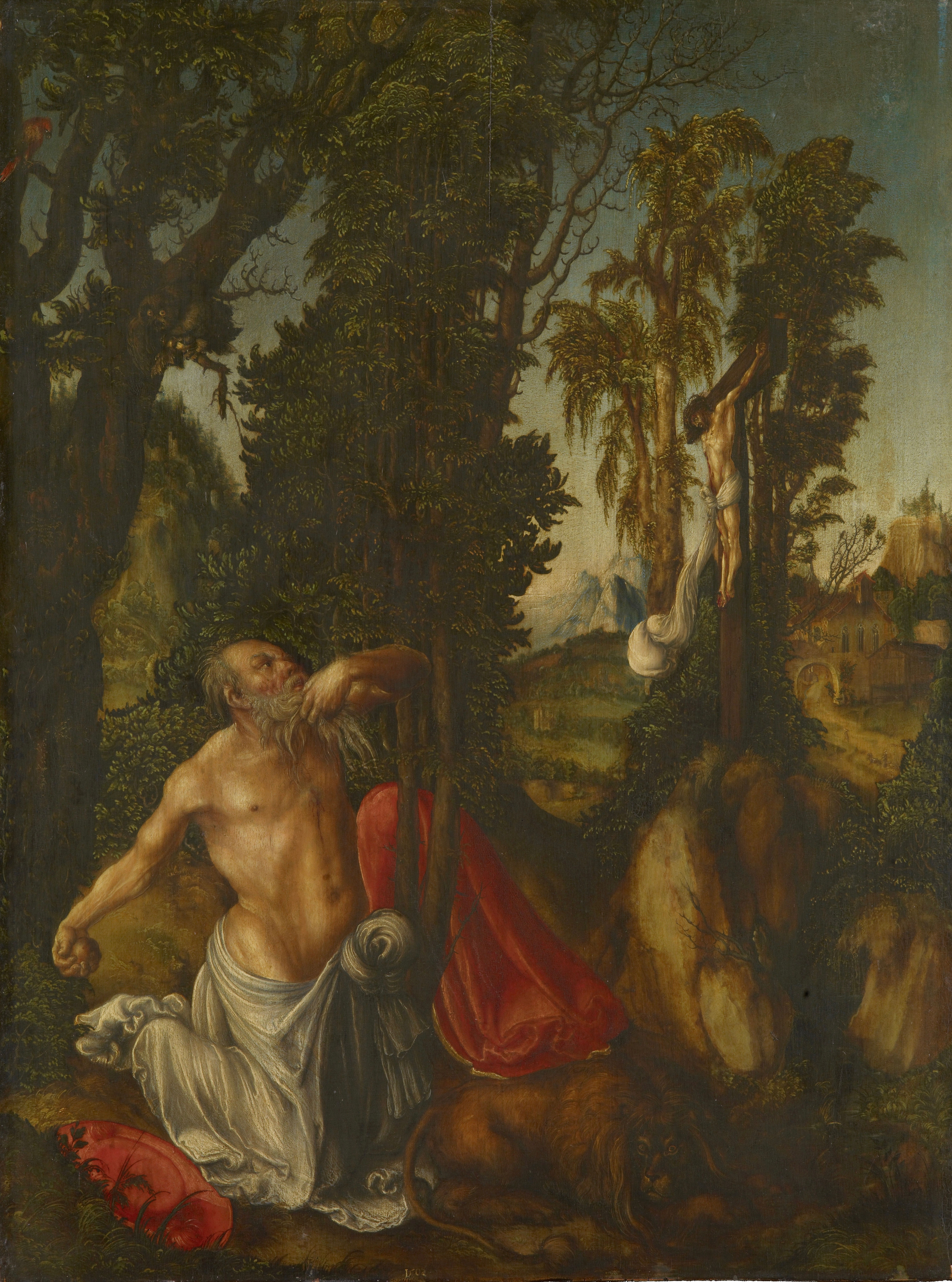
Святой Иероним. Лукас Кранах Старший

## Переводы
Русские переводы:
- Творения блаженного Иеронима Стридонского. (Библиотека творений св. отцов и учителей церкви западной). — Киев, 1879—1903; 2-е изд., не завершено: — Киев, 1893—1915. (№ части указан по изданию Иеронима, № книги — по общей серии «Библиотеки творений…»)
- Иероним Стридонский собрание сочинений 19 томов
  - Ч. 1. (Кн. 3.) Письма. 2-е изд. 1893. CLXXX. — 226 с.
  - Ч. 2. (Кн. 4.) Письма. 2-е изд. 1894. — 480 с.
  - Ч. 3. (Кн. 5.) Письма. 1880. — 410 с. (всего 150 писем, из них 124 — самого Иеронима)
  - Ч. 4. (Кн. 6.) Жизнь Павла Пустынника. Жизнь св. Илариона. Жизнь пленного монаха Малха. Предисловие… к переводу правил св. Пахомия. Разговор против люцифериан. О приснодевстве бл. Марии. Две книги против Иовиниана. Книга против Вигилянция. Книга против Иоанна Иерусалимского. 1880. — 365 с.
  - Ч. 5. (Кн. 8.) Апология против книг Руфина. Разговор против пелагиан… Книга о знаменитых мужах… Изложение Хроники Евсевия Памфила. Хроника блаж. Иеронима [частичный перевод]. Перевод книги Дидима о Св. Духе. 1879. — 481 с.; 2-е изд. 1910. — 443 с.
  - Ч. 6. (Кн. 11.) Толкование на книгу Екклезиаст… Перевод двух бесед Оригена на книгу Песнь Песней. Шесть книг толкований на пророка Иеремию. 1880. — 529 с.
  - Ч. 7. (Кн. 13.) Толкования на пророка Исаию. Кн. 1-8. 1882. — 257 с.
  - Ч. 8. (Кн. 15.) Толкования на пророка Исаию. Кн. 9-14. 1882. — 321 с.
  - Ч. 9. (Кн. 16.) Толкования на пророка Исаию. Кн. 15-18. 1883. — 261 с.; 2-е изд. 1910. — 245 с.
  - Ч. 10. (Кн. 17.) Толкования на пророка Иезекииля. Кн. 1-8. 1886. — 401 с.; 2-е изд. 1912. — 383 с.
  - Ч. 11. (Кн. 19.) Толкования на пророка Иезекииля. Кн. 9-14. 1889. — 361 с.; 2-е изд. 1912. — 336 с.
  - Ч. 12. (Кн. 21.) Толкования на пророков: Даниила, Осию, Иоиля. 1894. — 415 с. 2-е изд. 1913. — 395 с.
  - Ч. 13. (Кн. 23.) Толкования на пророков: Амоса, Авдия, Иону, Наума. 1896. — 320 с.; 2-е изд. 1913. — 307 с.
  - Ч. 14. (Кн. 24.) Толкования на пророков Михея, Аввакума, Софонию и Аггея. 1898. — 360 с.; 2-е изд. 1915. — 351 с.
  - Ч. 15. (Кн. 25.) Толкования на пророков Захарию и Малахию. 1900. — 252 с.; 2-е изд. 1915. — 255 с.
  - Ч. 16. (Кн. 26.) Четыре книги толкований на Евангелие от Матфея. 1903. — 390 с. (репринт: М., Наука. [1998].)
  - Ч. 17. (Кн. 27.) Толкования на апостола Павла к галатам и к ефесянам. 1903. — 391 с.
- Евсевий Памфил. О названиях местностей, встречающихся в священном писании. Блаженного Иеронима, пресвитера Стридонского. О положении и названии еврейских местностей. / Пер. И. Помяловского. («Православный Палестинский сборник». Т. 13. Вып. 1.). — СПб, 1894. — 547 с.

Новые русские переводы:
- Иероним. О сохранении девственности. / Пер. В. С. Дурова. — СПб.: РХГИ. 1997.
- Иероним. Письма 1. 57, 125. О знаменитых мужах (отрывки). / Пер. О. Е. Нестеровой, И. П. Стрельниковой. // Памятники средневековой латинской литературы IV—VII вв. — М.: Наследие. 1998. — С. 97-146.
- Иероним Стридонский. Книга о знаменитых мужах. / Пер. и комм. М. Ф. Высокого. // Церковные историки IV—V веков. — М.: Росспэн, 2007. — С. 11-57 и комм. на с. 299—372. ISBN 978-5-8243-0834-1
- Иероним Стридонский. Еврейские вопросы на Книгу Бытия. / Пер. С. Жукова. — М.: Отчий Дом, 2009. — 272 с. (Книжная серия «Библейская экзегетика»)

Другие переводы:
- В составе серии «Loeb classical library» издан один том Иеронима (под № 262): «Избранные письма».
- В составе серии «Collection Budé» только переписка в 8 томах, 154 письма: (Saint Jérôme. Correspondance)

### Сочинения
- Блаженный Иероним Стридонский и его тексты
- Произведения Иеронима и статья о нём
- Хроника (на англ. яз).
- Полный текст Вульгаты с предисловием Иеронима (лат.)
- Некоторые латинские тексты
- Английский перевод предисловий к библейским книгам и комментария на кн. Даниила